# Leucostoma flavidipennis
Leucostoma flavidipennis là một loài ruồi trong họ Tachinidae.